# Forces armées togolaises

Cocarde de l'armée de l'air togolaise.

Depuis 1961, les Forces armées du Togo comprennent  l'armée de terre togolaise, la marine togolaise, l'armée de l'air togolaise et la Gendarmerie nationale togolaise.
Lors de son indépendance, ce pays disposait de 152 militaires regroupés dans la « compagnie autonome du Dahomey ». En 1964, les Forces armées togolaises ont été créées. En 2009, elles totalisent environ 11 000 personnes dont moins de 200 femmes qui peuvent s'engager depuis 1998. Le budget de la défense en 2015 est équivalent à 71 millions de dollars.
En  « refondation » (une politique de défense axée sur une organisation territoriale en deux régions militaires et de gendarmerie et la création d'unités majoritairement motorisées) depuis 2014, les FAT participent aux opérations extérieures tout en assurant leur mission de « défense de l'intégrité nationale ».
L'armée togolaise a été formée par l'administration coloniale sur des critères culturels et ethniques. Ainsi les premiers soldats étaient originaires du nord du pays en raison de leur culture guerrière.
En 2024, le général Dimini Allaharé est nommé chef d’état-major des forces du pays. Il remplace le général Djato Tassounti . Auparavant il coordonnait l’Autorité de sûreté de l’aéroport international Gnassingbé Eyadéma de Lomé (ASAIGE).

## Armée de Terre

### Véhicules terrestres
| Name             | Image | Type                                    | Origin               | Quantity                      | Status     | Notes                 |  |
| ---------------- | ----- | --------------------------------------- | -------------------- | ----------------------------- | ---------- | --------------------- |  |
| T-54/55          |       | Char moyen                              | Union soviétique     | 2                             | En service |                       |  |
| FV101 Scorpion   |       | Blindé léger                            | Grande-Bretagne      | 18                            | En service |                       |  |
| Panhard AML      |       | Automitrailleuse légère                 | France               | 10                            | En service | 7 AML-90 and 3 AML-60 |  |
| EE-9 Cascavel    |       | Véhicule blindé de reconnaissance       | Brésil               | 36                            | En service |                       |  |
| M8 Greyhound     |       | Véhicule blindé de reconnaissance       | Etats-Unis           | 9                             | En service | 6 M8 and 3 M20        |  |
| BMP-2            |       | véhicule de combat d'infanterie         | Union soviétique     | 20                            | En service |                       |  |
| M3A1             |       | Half-track                              | Etats-Unis           | 4                             | En service |                       |  |
| Mbombe 4         |       | Véhicule blindé de transport de troupes | Afrique du Sud       | 2                             | En service |                       |  |
| UR-416           |       | Véhicule blindé de transport de troupes | Allemagne de l'Ouest | 30                            | En service |                       |  |
| Panhard M3       |       | Véhicule blindé de transport de troupes | France               | 5                             | En service |                       |  |
| Mamba Mk7        |       | Véhicule blindé de transport de troupes | Afrique du Sud       | 50                            | En service |                       |  |
| FV105 Sultan     |       | Véhicule blindé de transport de troupes | United Kingdom       | 1                             | En service |                       |  |
| VBL              |       | Véhicule militaire blindé               | France               | 2,                            | En service |                       |  |
| FV-103 Spartan   |       | Véhicule blindé de transport de troupes | Grande-Bretagne      | 1                             | En service |                       |  |
| ACMAT Bastion    |       | Véhicule blindé de transport de troupes | France               | 29                            | En service |                       |  |
| FV-104 Samaritan |       | Armored ambulance                       | Grande-Bretagne      | 1                             | En service |                       |  |
| FV-106 Samson    |       | Véhicule blindé de dépannage            | United Kingdom       | 1                             | En service |                       |  |
| Panhard TC-54    |       | Camion                                  | France               | 110                           | En service |                       |  |
| DAF 1800         |       | Camion                                  | Pays-Bas             | nombre d'exemplaires inconnus | En service |                       |  |